# مقاطعة كراوفورد (ميزوري)
مقاطعة كراوفورد (بالإنجليزية: Crawford County)‏ هي إحدى المقاطعات في ولاية ميزوري في الولايات المتحدة الأمريكية.

## أعلام
- ليليان هارمان